# South Beach (comté d'Indian River, Floride)
Pour les articles homonymes, voir South Beach (homonymie).
South Beach est une census-designated place du comté d'Indian River, dans l'État de Floride, aux États-Unis,. En 2020, elle compte une population de 3 703 habitants.